# François Bouvier
Pour les articles homonymes, voir Bouvier.
François Bouvier est un réalisateur, producteur et scénariste québécois né le 11 novembre 1948.

## Filmographie

### Réalisateur
- 1984 : Jacques et novembre
- 1989 : Les Matins infidèles
- 1993 : Les Pots cassés
- 1996 : Urgence ("Urgence") (série télévisée)
- 1998 : Quai numéro un (TV)
- 1999 : Histoires d'hiver
- 2000 : Gypsies (série télévisée)
- 2001 : Tribu.com (série télévisée)
- 2005 : Maman Last Call
- 2005 : Miss Météo (téléfilm)
- 2006 : Casino saison 2 (TV)
- 2014 - : Jérémie (série télévisée)
- 2015 : Paul à Québec
- 2018 : La Bolduc
- 2023 : La Cordonnière[1]

### Producteur
- 1984 : Jacques et novembre
- 1987 : Marie s'en va-t-en ville
- 1988 : Les Matins infidèles
- 1990 : New York doré
- 1991 : Love-moi

### Scénariste
- 1984 : Jacques et novembre
- 1988 : Les Matins infidèles
- 1999 : Histoires d'hiver